# Saint-Mars-la-Brière
Saint-Mars-la-Brière é uma comuna francesa na região administrativa do País do Loire, no departamento de Sarthe. Estende-se por uma área de 34.69 km². Em 2010 a comuna tinha 2 722 habitantes (densidade: 78,5 hab./km²).